# Podocerus spongicolus
Podocerus spongicolus är en kräftdjursart som beskrevs av Alderman 1936. Podocerus spongicolus ingår i släktet Podocerus och familjen Podoceridae. Inga underarter finns listade i Catalogue of Life.